# あるすまぐな! -ARS:MAGNA-
『あるすまぐな！ -ARS:MAGNA-』は、2008年7月25日にlightより発売された18禁恋愛アドベンチャーゲームソフト。初回限定特典は「フルカラー32P版権イラスト＆設定資料集」をパッケージに同梱。
角川書店の『月刊コンプエース』にて伊藤大育による漫画版も連載されていた。

## ゲームシステム
ジャンルは王道魔法学園ADV。王道とあるとおりストーリーはごく普通の学園恋愛ADVではあるが、科学技術と魔法が共存する世界の物語であるため、ファンタジーの要素も存在する。また、本作は人間のきずなの在り方やその大切さについても焦点を当てている。本作には、ストーリー上の大まかな分岐が3点、それぞれに2つのエンディング（攻略ヒロインキャラ）が存在している。攻略キャラエンディングによっては物語の核心に迫る部分を見られるが、概ね全てのストーリーを攻略することによって物語の全体像が掴める。

## ストーリー
魔法を基とする技術が少しずつ開発されてきた頃の話。コーヒーがおいしくなるのも携帯電話の電波がよく通じるのも、実は全部魔法のおかげであるという近未来。人類は新時代のクリーンエネルギーとも言える「魔法」を手に入れ活用していた。また魔法研究、活用自体を国が管理運営することになっており、そのために魔法を管理する紋部省なる省庁も存在する。また学院は未発達な魔法の研究機関も兼ねている。
普通の学園生活を送っていた主人公の山下九十九は、本人も知らなかった希で特殊な「龍の相」という魔法体質を持つことから魔法使い育成学校へと転校することになる。そこは本来魔法能力の発現が女性に多いことから、主に女生徒ばかりという学院。そして幼馴染との再会、学院の魔法少女たちとの出会いとともに魔法学院での今までとは違った新しい生活が始まる。

## 登場人物

### メインキャラクター
山下 九十九（やました つくも）
声：無し
本編の主人公で魔法学院実践魔法科セカンドクラスに転入してきた少年。のえるの幼馴染みであるが子供の頃に別れたまま、転入するまで音信不通だったこともあり幼少時の記憶がほとんど思い出せないでいる。優しい性格ではあるが時に優柔不断ともとれる少年。学業は人並みだったのだが魔法学院ではレベルが合わず魔法もできないことから落ちこぼれ組。ルックスは並なのだが男子がほぼいない実践魔法科では貴重な存在のようだ。
元々は魔法などには縁の無い普通の高校生であり、両親が紋部省から息子を魔法学院に転入させることで学費も諸費用も国が負担するという甘い言葉に乗せられ、半分無理矢理転入させられる。
”龍の相”という希で特殊な体質の為に紋部省から学院に転入させられるが、魔法に関しては素人で初心者。ただ、箒乗りに関しては自身の勝手な解釈が功を奏して直ぐに上達する。
水沢 のえる（みずさわ のえる）
声：有栖川みや美
身長：158cm 体重：43kg 誕生日：7月20日 血液型：AB型 3サイズ 80/56/80
魔法学院実践魔法科セカンドクラス所属で主人公のクラスメートで幼馴染。子供の頃に親の都合で引っ越してからは全く連絡も取っていなかったが、九十九がこの学園に転校して来たことで再会する。普段からのんびりとした性格で、何事にも鈍くある意味ドジっ子。手先が不器用な為風呂上りは杏に髪を整えてもらっているにもかかわらずウトウトとしてしまうが悪気はまったく無い。
両親も魔法研究者だったため、幼いころから身近に魔法に接していたにもかかわらずあまり成績は良くない落ちこぼれ。また高所恐怖症で、実践科実技の授業にある箒乗りが苦手（高く飛べない）。
九十九には幼い頃から好意を持っているのだが九十九の気持ちが分からないのと、自分に自信が無く、控えめな性格のため気持ちが伝わらず進展はない。
一条 杏（いちじょう あんず）
声：水霧けいと
身長：152cm 体重：40kg 誕生日：4月6日 血液型：B型 3サイズ 76/54/78
魔法学院実践魔法科セカンドクラス所属で主人公のクラスメート。のえるのルームメートで親友。学業成績はのえると同じくあまり良くないが、魔法に関しては意外なセンスを持っていて瑠華にも一目おかれており、自分流の魔法習得を試みているが今のところ成果は乏しい。名前から自身を”アプリコットちゃん”と吹聴しているが主人公以外にはあまり浸透していない。騒がしいほど明るく前向きな性格で、突拍子もない言動でトラブルを起こすが、実は寂しがり屋の甘えん坊。
音楽センスもあり、将来の夢は”魔法の使える歌うアイドル！”になることらしい。
峰崎 紗久良（みねざき さくら）
声：本山美奈
身長：169cm 体重：50kg 誕生日：2月16日 血液型：O型 3サイズ 90/58/86
魔法学院実践魔法科サードクラス所属。学園生徒会長であり成績も学年トップ、清楚でやさしく誰からも好かれ、学園における生徒の手本でもあるようなお姉さま的存在で生徒の憧れ。常に自分を磨くことを忘れず、九十九の登場に対して自身の生い立ちから異性に免疫がない事もあり積極的に接しようとするが、単なる異性への興味ではない節がある。
九十九、のえるを担当するチューターでもあり、何かと親身になってくれる。
荒井 瑠華（あらい るか）
声：美月
身長：174cm 体重：54kg 誕生日：9月16日 血液型：不明 3サイズ 86/62/90
魔法学院実践魔法科サードクラス所属でアレックスと杏を担当するチューター。他人を寄せ付けないような孤高な振る舞いの上級生であり、クールで美人だが玉藻には逆らえない。成績はトップクラスだが常に紗久良に及ばず2番手を拝しており、紗久良さえいなければ首席であるぐらいの実力と学識を持っている。そのことが原因で紗久良に対して強いライバル意識を持っていて、チューターでは負けまいと担当しているアレックスと杏には厳しく指導をしている。
読書が好きで時間があれば本を読んでいるが、好んで読んでいる分野はない。九十九の学識の無さに対して厳しく接しながら助言も忘れない、ある意味良い先輩でもある。
円城寺・アレックス・雪尋（えんじょうじ・あれっくす・ゆきひろ）
声：渡部由美
身長：163cm 体重：46kg 誕生日：12月4日 血液型：A型 3サイズ 88/56/84
本名は円城寺・アレクサンドラ・雪尋で、金髪にブラウンの瞳のクォーター。主人公のクラスメートでルームメート。クラス委員をしており、学園生活に慣れない主人公の世話をする。
育った環境からか生真面目で責任感が強く、不真面目でいい加減な九十九をたびたび厳しく叱責する。主人公と会話しているとしばしば熱が入り取り乱すことも。優等生でないといけないという自覚があるため、教師や先輩には逆らえない。
実は女であることを隠して男として入学しており、その理由は男として卒業すれば実家でも男として扱ってもらえると信じているからである。そもそも女人禁制の実家の寺の修行に参加して山に篭る父親と接したいだけの、愛情に飢えた少々ファザコン気味の人物。学園では唯一人、玉藻だけが女であることを知っている。
黒野 美子（くろの みこ）
声：須本綾奈
身長：145cm 体重：35kg 誕生日：12月25日 血液型：不明 3サイズ 70/60/74
魔法学院図書館司書。普段はほとんどしゃべらない。ほとんど図書館から出ることが無く、図書の貸し出しの為に探しているといつの間にか現れる。どこから現れたか分からないほど神出鬼没で、”分身する図書館司書”という学園の七不思議に数えられている。無口で何を考えているか分からず、その雰囲気と不思議さで謎めいた人。司書の資格を持っているかは不明。
記憶力は人間離れしており、図書館内の本はほぼ何処に何があるか分かっており、内容も把握しているらしい。

### サブキャラクター
六道 玉藻（りくどう たまも）
声：柚木かなめ
身長：171cm 体重：52kg 誕生日：不明  血液型：不明 3サイズ 88/56/85
実践魔法科サードクラスの担任教諭。男勝りなサバけっぷりで男性が少ない学園ではその性格から生徒の間では人気がある。何事にも前向きに笑って対応する豪快さは女傑そのもの。
優秀な魔法研究者でもあり、今は所在が不明な紗久良の母親とともに龍脈に関する研究では第一人者でもある。学院創立時のメンバーでもあり、何かと秘密めいた行動をする。
冴島 芳江（さえじま よしえ）
声：桜坂かい
身長：154cm 体重：43kg 誕生日：不明 血液型：A型 3サイズ 80/59/83
実践魔法科セカンドクラス、主人公の担任教諭。低血圧なのか朝に弱く、始業に遅れてくることが多い。教師としての威厳は皆無に等しく、資質的にも恵まれていない。なにかとクラス委員であるアレックスに雑務を頼む向きがある。
何事にもめげず前向きに勤め上げようという努力は怠らないが少しうっかり者の気がある。生徒にやり込められることもあり、半ベソをかいて玉藻に助けを求めたりする。ただその風貌から憎めない人でもある。
荒井 英彦（あらい ひでひこ）
声：青島刃
紋部省から学園に派遣されている役人。学院の運営方針に対して紋部省からの意向を伝え、学院での研究成果等の報告を行うのが仕事で学院創立時の事情通でもある。役人気質のお堅い性格で職務に忠実、表情もあまり変えることがなく感情もあまり表に出さない。実家は教会であり、身よりのない瑠華を引き取っており、そのため戸籍上は瑠華の父親である。
学院を管理、監督する立場にあり、学院で有事があれば特別編成の自衛隊を編成し動員する権限を与えられている。
円城寺 大観（えんじょうじ だいかん）
声：牛柳亀三
アレックスの父親。熊のような風貌と筋肉質な体格、袈裟を着て髭を蓄えており、坊主ながらそうは見えない風体をもつ人物。寺の修行と称して山に籠もるのには訳があるらしいが身内であるアレックスでさえにも他言しない。
玉藻とは顔見知りで、少なからず縁があるようである。

## 製作スタッフ
- 原画：こうたろ
- シナリオ：中島聖、奈落ハジメ、津島暁生
- 音楽：細井聡司
  - オープニングテーマ「Color Ribbon」
  - エンディングテーマ「Eternal Present」
    - 作詞：REIKA
    - 作曲：細井聡司
    - ボーカル：凛